# Death Is a Bitch
"Death Is a Bitch" (em português, "A Morte É uma Droga") é um episódio da série animada da FOX Uma Família da Pesada. É o décimo terceiro episódio de toda a série a ser exibido. Foi produzido para a primeira temporada, mas foi ao ar durante a segunda. De acordo com esse fato, Meg é dublada por Lacey Chabert em vez de Mila Kunis. Norm Macdonald participa como a Morte. O título é uma brincadeira com a frase "a vida é uma droga".
Nos Estados Unidos, sua classificação original era de censura livre, mas em exibições atuais tem sido classificada em não recomendada para menores de 14 anos.

## Enredo
Lois encontra um caroço no peito de Peter e fica preocupada pelo fato de que isso pode ser um câncer, levando o marido imediatamente para uma consulta médica. Antes dos resultados médicos ficarem prontos, Peter aproveita o tempo como se ele tivesse pouco tempo de vida, criando uma venda no quintal para seu pagar seu seguro de vida e até mesmo tentando comprar um caixão. Quando os resultados ficam prontos, afirma-se que o caroço é uma célula sanguínea gordurosa benigna. Peter decide ter uma nova perspectiva de vida, mas não quer pagar a conta do hospital, então se declara morto para o seguro.
Enquanto a família comemora a boa notícia, a Morte aparece para levar Peter. Apesar dos protestos de Lois, ela consegue levar o homem. Após uma despedida com muito choro, o homem vai com a Morte, mas não antes de tentar fugir pela última vez. Ela persegue-o na tentativa de tocar e matá-lo propriamente, mas escorrega em uma poça de gelo e torce seu tornozelo.
Lois sugere que a Morte fique na casa da família enquanto seu tornozelo melhora, assim, ela pode convencê-lo a deixar Peter;  enquanto a Morte está incapacitada, todos são imortais. Ela pede a Peter que não diga a ninguém sobre o fato de que ninguém pode morrer durante sua recuperação, mas ele imediatamente usa o conhecimento de sua invulnerabilidade para pular da construção do One Financial Plaza e sobreviver, beber cerca de 300 cervejas sem sofrer de coma etílico e se divertir a custa de motoqueiros perigosos sem sofrer nenhuma lesão. Um homem se irrita pelos comentários de Peter ("Ei, você não é Richard Simmons?" e "Ei. Você não é o melhor amigo do Richard Simmons, Richard Simmons?") e atira nele diversas vezes, sem que ele morra. Rapidamente, uma de suas balas atinge Cleveland e um dos motoqueiros atira em si mesmo. Todos os patronos do bar começam a atirar um nos outros e riem ao descobrir que ainda estão vivos.
Stewie tenta matar Lois e conseguiria se a Morte não estivesse ainda em recuperação; conclui que precisa que ela fique saudável logo. Lois convence a Morte a manter Peter vivo e, ao mesmo tempo, todos descobrem que ninguém pode morrer.
A Morte, injuriada, em vez de punir Peter e matá-lo (decidindo cumprir a promessa feita para Lois), permite que ele se reconcilie ao provar para todos que ainda podem morrer e assim, devolver o emprego para ela. Peter é desafiado a matar as crianças do Dawson's Creek, que estão em um avião lotado de passageiros. Ele falha ao fazer isso, pois diz "Se eu fizer isso, não terei mais nada para assistir nas quartas-feiras... além dos outros programas divertidos da FOX" e porque grande parte dos passageiros eram crianças. Imediatamente, Peter mata involuntariamente dois pilotos do avião, provando que as pessoas não são imortais, e forçando a atriz Karen Black a pousar o aeromóvel. Os Griffins e a Morte acabam se acertando e ela se vai, dizendo "Eu voltarei. Em breve".

## Recepção

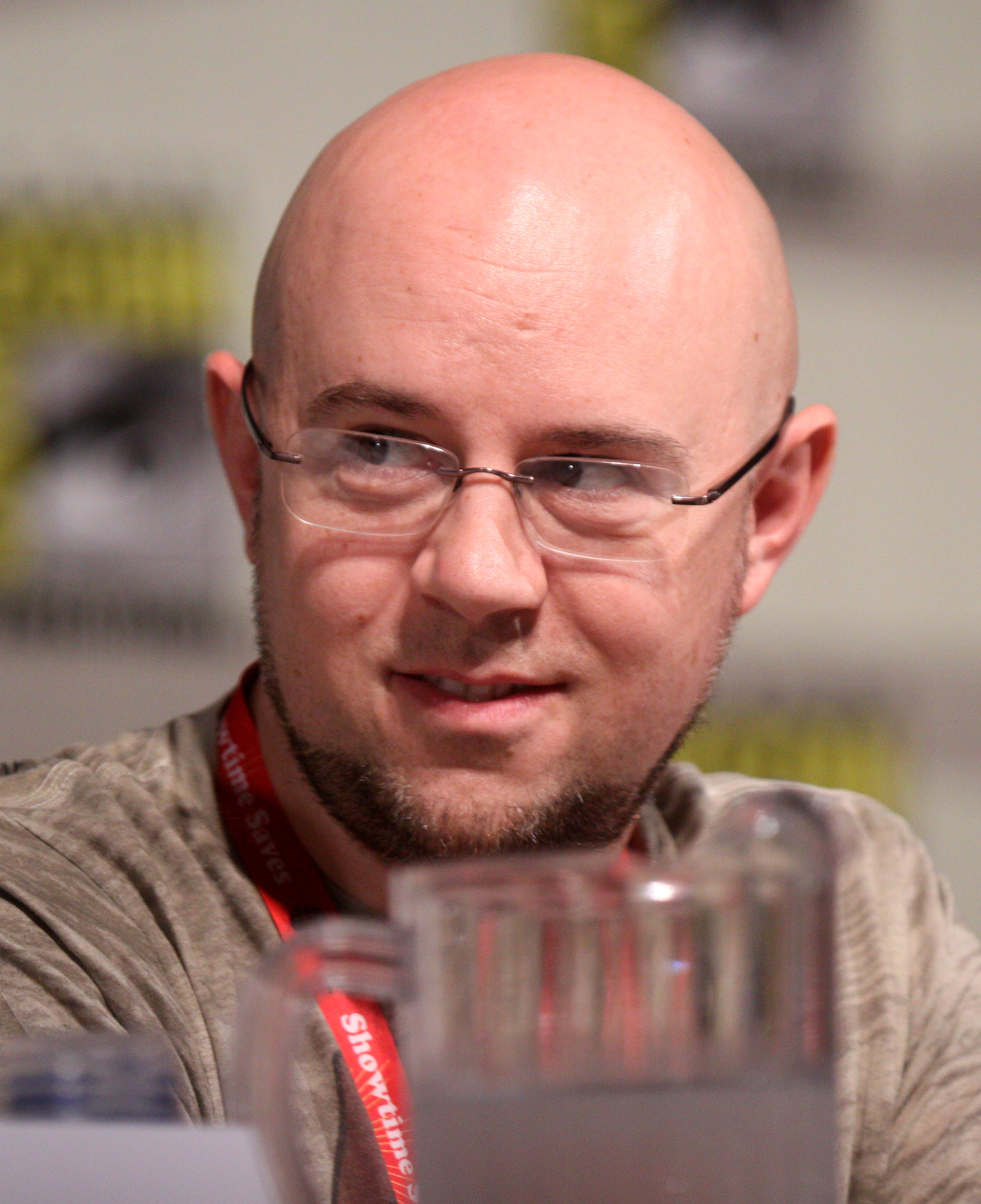
Michael Dante DiMartino dirigiu o episódio.

Em uma avaliação feita em 2008, Ahsan Haque da IGN classificou o episódio em 8.7/10, chamando "A Morte É uma Droga" de "extremamente satisfatório" e dizendo que mostra "muitas piadas memoráveis aleatórias". Afirmou que a personagem Morte foi o ponto principal do episódio.